# جون آرثر لوف
جون آرثر لوف (بالإنجليزية: John Arthur Love)‏ هو محامي وسياسي أمريكي، ولد في 29 نوفمبر 1916 في غيبسون سيتي في الولايات المتحدة، وتوفي في 21 يناير 2002 في دنفر في الولايات المتحدة. حزبياً، نشط في الحزب الجمهوري. وقد انتخب Governor of Colorado ‏ (8 يناير 1963 – 16 يوليو 1973).